# Ann-Sofie Back
Linnea Ann-Sofie Josefsson, känd under tidigare namnet Ann-Sofie Back, född 12 juni 1971 i Farsta församling i Stockholm, är en svensk modeskapare.
Ann-Sofie Back, som växte upp i Stenhamra, tog examen i modedesign 1996 vid designhögskolan Beckmans. År 1998 avlade hon en masterexamen i London vid Central Saint Martins College of Art and Design. Hon uppskattade 2018 att hon sammanlagt skapat 10 000 unika plagg fördelat på tre varumärken: Ann-Sofie Back, Ateljé och BACK.

## Karriär
Kreationer av Ann-Sofie Back har visats vid flera utställningar, första gången 1999 vid Institute of Contemporary Arts, ICA, i London, därefter vid Venedigbiennalen, Modebiennalen i Arnhem, vid Museum of modern art i Tokyo och på konstmuseet Liljevalchs i Stockholm samt i en separatutställning, på Röhsska museet i Göteborg. SVT har producerat och visat två dokumentärer om modeskaparen: "Ann-Sofie Back" (2004) och Never Back down (2013). 2009 anställdes Back som chefsdesigner på Cheap Monday med inriktning på överdelsplagg. Hon lämnade Cheap Monday 2017.

## Utmärkelser
Ann-Sofie Back utsågs av tidningen Elle till årets nykomling 1997, årets designer 2000 (för Acne) och 2004. År 2007 fick hon Damernas Världs designpris Guldknappen. Hon fick Torsten och Wanja Söderbergs pris 2014.
| ”                                                                       | Ann-Sofie Back är en unik representant för den uppmärksammade svenska modescen som vuxit sig allt starkare under de senaste femton åren och som i dag är av internationell klass. Från att ha betraktats som alltför smal i sitt uttryck har Ann-Sofie Back med tiden bevisat att hennes designidéer fungerar såväl för den enskilt kräsne modekonsumenten som för massmarknaden. | „ |
| – Tom Hedqvist vid utdelandet av Torsten och Wanja Söderbergs pris 2014 | |   |